# Sara Tavares
Sara Alexandra Lima Tavares (Lisbona, 1º febbraio 1978 – Lisbona, 19 novembre 2023) è stata una cantautrice e chitarrista portoghese.

## Biografia
Nata a Lisbona, apparteneva a una famiglia originaria di Capo Verde. 
Scrisse i testi delle sue canzoni in lingua portoghese, ma anche in 
Creolo capoverdiano e in inglese.
Nel 1994 partecipò all'Eurovision Song Contest 1994 dopo aver vinto il concorso ad esso associato. Nella competizione canora europea svoltasi a Dublino presentò il brano Chamar a música e si classificò all'ottavo posto finale.
Sara Tavares è morta prematuramente nel 2023, per un tumore cerebrale che le era stato diagnosticato nel 2010.
Nel 2025, la RTP ha registrato il concerto tributo "Coisas Bunitas - Celebrar Sara Tavares"  con il team di musicisti e tecnici di Sara Tavares e altri ospiti, come Ana Moura, Capicua, Carlão, Dino D" Santiago, Djodje, Ivandro, Luiz Caracol, Lura, Miroca Paris, Nancy Vieira, Nenny, Richie Campbell, Samuel Úria, Selma Uamusse, Slow J e Toty Sa'med.

## Discografia
- 1994 - Chamar a Música
- 1996 - Sara Tavares & Shout
- 1999 - Mi Ma Bô
- 2006 - Balancê
- 2008 - Alive! in Lisboa
- 2009 - Xinti